# American McGee’s Alice
American McGee’s Alice (с англ. — «Али́са Аме́рикана Макги́», в локализации — «Америкэн Макги: Алиса») — компьютерная игра в жанре action от третьего лица, разработанная американской компанией Rogue Entertainment под руководством геймдизайнера Американа Макги и изданная Electronic Arts. Первый выпуск игры состоялся 5—6 декабря 2000 года. Продукт разработан для персональных компьютеров под управлением операционных систем Microsoft Windows и Mac OS, а также для платформ PlayStation 3 и Xbox 360. Игра использует движок id Tech 3 от id Software, ранее применённый в Quake III Arena и переработанный для использования в American McGee’s Alice компанией Ritual Entertainment.
Сюжет игры основан на сказках Льюиса Кэрролла «Алиса в Стране чудес» и «Алиса в Зазеркалье», однако представлен другим вариантом этой вымышленной вселенной — мрачным, наполненным жестокостью и насилием. В игре рассказывается, как за несколько лет до начала её основной сюжетной линии в доме маленькой девочки Алисы происходит пожар, в котором погибают её родители. Алиса, которая тем временем спала и находилась в Стране чудес, получает эмоциональную травму, считая себя виноватой в их смерти. После нескольких лет лечения в психиатрической клинике, не давших результата, девочка вновь попадает в Страну чудес, но обезображенную её травмированной психикой.
Игра получила в основном положительные отзывы прессы. В качестве плюсов игровыми изданиями отмечалось высокое художественное и техническое качество дизайна уровней, а также других аспектов игры, определяющих её атмосферу. К минусам были причислены недостатки геймплея: в основном избыточная линейность игры.

## Игровой процесс

### Основная информация об игровом процессе
American McGee’s Alice относится к жанру action. Игровой процесс базируется на движении главной героини — Алисы — по линейному маршруту. По пути девочка общается с персонажами игры (что происходит в полностью автоматическом режиме), сражается с врагами, боссами и решает головоломки. Помимо простого передвижения шагом или бегом, Алиса может прыгать, цепляться во время прыжка за поверхности и верёвки, лазать по верёвкам и раскачиваться на них, плавать в воде, а также летать над восходящими потоками газа на своём платье, подол которого при этом раздувается. Игровой процесс имеет четыре уровня сложности: «низкий», «средний», «высокий» и «сумасшедший». Согласно заявлениям Американа Макги, игра хорошо приспособлена и для игроков-новичков.

Интерфейс игры на одном из первых уровней. По бокам экрана располагаются счётчики показателей рассудка и силы воли, точка в центре — прицел. В данной игровой позиции перед Алисой находится кристалл метасущности, далее — верёвки для продвижения к следующей платформе

Интерфейс American McGee’s Alice реализован в режиме от третьего лица. По словам разработчиков, такой режим, в отличие от первого лица, повышает удобство наблюдения за взаимодействием протагониста с его окружением и другими персонажами, а также позволяет показать эмоции главной героини. После выхода игры разработчики заявили о возможности игры в режиме от первого лица, переключение между режимами возможно с помощью консоли.
Так как Страна чудес находится в воображении Алисы, место показателя здоровья в игре занимает показатель рассудка. Его значение уменьшается в случае причинения урона Алисе врагами или агрессивной средой, а также обнуляется в случае падения Алисы в пропасть (за исключением некоторых этапов игры) и при других обстоятельствах. При обнулении показателя рассудка игра заканчивается, после чего её можно продолжить с последней контрольной точки или с точки быстрого сохранения. Также в игре присутствует показатель силы воли, заменяющий ману. Сила воли расходуется по мере использования почти всех видов оружия, и при слишком низком показателе использование оружия становится невозможным. На низком уровне сложности показатель силы воли постепенно восстанавливается без вмешательства игрока.
Определённое количество рассудка или силы воли можно восстановить мгновенно, соответствующими показателям кристаллами разных размеров — метасущностью (англ. MetaEssence), которая по сюжету является жизненной силой Страны чудес. Кристаллы третьего вида, также относимые к метасущности — кристаллы силы воображения — восстанавливают оба показателя. Все виды кристаллов разбросаны по уровням, некоторые вновь появляются после использования на своих местах. Кристалл силы воображения можно получить также при победе над врагом; объём такого кристалла зависит от сложности побеждённого врага, сам неиспользованный кристалл в большинстве случаев со временем уменьшается и исчезает.
В боевой системе реализовано автоматическое целеуказание: если противник находится в области атаки, прицел оружия игрока автоматически фиксируется на враге и видоизменяется. Также «прицел» может играть роль указателя прыжка, выполненного в виде следов, появляющихся на поверхности в том месте, куда Алиса должна прыгнуть при подаче игроком соответствующей команды.
Уровни игры имеют множество платформерных и иных не основанных на искусственном интеллекте препятствий. Встречаются и головоломки, которые необходимо решать для дальнейшего прохождения игры. Например, дважды за время игры Алиса превращается в шахматную фигуру (слона и коня), после чего некоторый отрезок пути эта фигура под управлением игрока проходит по клеткам согласно шахматным правилам, стараясь не попасть в проигрышную ловушку.
Реже на уровнях игры (и в потайных местах) встречаются предметы-бонусы, усиливающие определённые способности Алисы: Эликсир ярости (англ. Ragebox) увеличивает урон, наносимый Алисой с помощью ножа; Чёрное зеркало (англ. Darkened Looking glass) делает Алису невидимой для противников; Прыгающий чайник (англ. Grasshopper Tea) увеличивает скорость движения и высоту прыжка Алисы. Действие любого из этих предметов изменяет внешний вид Алисы и ограничено небольшим промежутком времени, по истечении которого героиня возвращается в исходное состояние. Присутствуют Часы убитого времени (англ. Deadtime Watch) многократного использования, которые ненадолго останавливают время для врагов, давая Алисе преимущества над ними.
Хотя игра автоматически сохраняется при переходе между уровнями, в игре реализованы быстрое сохранение и быстрая загрузка, доступные в любом её месте.
По словам Бобби Пэвлока, одного из разработчиков игры, общая длительность игрового процесса American McGee’s Alice для самых опытных игроков на лёгком уровне составляет 16—18 часов, для среднего игрока — более 25.

### Оружие
Оружие Алисы представляет собой игрушки, которые изменились под воздействием повреждённой фантазии главной героини. Данные предметы обнаруживаются Алисой в ходе игры. В игре представлено 10 видов оружия; 7 из них имеют два режима использования — основной и альтернативный, которые различаются по способу и силе атаки. Почти всё оружие требует наличия силы воли для применения.
Первое приобретаемое Алисой оружие — кухонный нож (Vorpal blade), присутствующий на обложке и в рекламных материалах игры. Наряду с основным режимом молотка для крокета (англ. Mallet) для использования ножа не требуется сила воли. Кроме перечисленных присутствует несколько видов дальнобойного оружия, в том числе ледяной жезл (англ. Ice Wand), метательное оружие чёртик в табакерке (англ. Jackbomb), а также два вида самостоятельно выбирающего цель оружия. Для прохождения игры необходим Бармаглотов жезл (Jabberwock’s Eye Staff), с помощью которого Алисой выполняются некоторые сюжетные задачи.

### Противники
В игре представлено 15 видов противников (мобов), все они являются плодом воображения Алисы. После гибели противники исчезают, оставляя кристалл силы воображения (за исключением боссов).
Основными врагами Алисы на начальных и конечных уровнях игры являются Карточные стражи (англ. Card Guards), которые выглядят как вооружённые игральные карты разных мастей, соответствующих их силе. Также среди врагов присутствуют летающие божьи коровки (англ. Ladybugs), бросающие на Алису жёлуди, два вида Армейских Муравьёв (англ. Army Ants), Землеройки (англ. Antlions) и маскирующиеся Кошмарные Пауки (англ. Nightmare Spiders). Кроме того, в качестве врагов выступают Кровавые Розы (англ. Blood Roses), Плотоядные Грибы (англ. Killer Mushrooms), Паровые Роботы (англ. Automatons), красные шахматные фигуры, фантастические существа Фантасмагории (англ. Phantasmagoria), Буджумы (англ. Boojums), Снарки (англ. Snarks) и Бармотродья (англ. The Jabberspawn).

## Сюжет
American McGee’s Alice базируется на классических сказках Льюиса Кэрролла «Алиса в Стране Чудес» и «Алиса в Зазеркалье». Однако, в отличие от произведений Кэрролла, игра представляет другой вариант Страны чудес — мрачный, наполненный жестокостью и насилием.

### Предыстория
Действие начального игрового ролика, согласно клиническому журналу, поставляющемуся в комплекте с оригинальной игрой, происходит в 1863 году — через год после окончания событий, описанных в сказках Кэрролла. Главная героиня игры — Алиса. Однажды в доме Алисы, которой снится Страна чудес, случается пожар. Родители девочки погибают, сама она спасается, получив серьёзные ожоги и психологические травмы. Она оказывается в психиатрической лечебнице Рутледж (англ. Rutledge Asylum), где проводит несколько лет. Лечение, оказываемое ей в Рутледже, поначалу не даёт эффекта — Алиса не реагирует ни на что происходящее вокруг.
Действие игры происходит в восемнадцатилетнем возрасте Алисы, которая всё ещё находится в шоке, подавая признаки сознательной жизни, согласно журналу, лишь изредка. Лечащий врач проводит над Алисой эксперименты с целью вывести пациентку из комы. В начальном игровом ролике Алиса показана с игрушечным кроликом в руках, который внезапно начинает звать её на помощь. Девушка вновь оказывается в Стране Чудес, но обезображенной её больным разумом.

### Действие игры

#### Крепость Дверей, Долина Слёз и Лес Чудес
Попав в Страну чудес, Алиса встречает Чеширского кота, изменившегося с её прошлого визита в Страну, как и всё вокруг. Кот предлагает девушке следовать за Кроликом, недавно побывавшим здесь. Идя по следам Кролика, Алиса узнаёт от обитателей Делириума — места, куда она попала, — о том, что Страну чудес держит в страхе Червонная Королева, и из-за неё Страна находится в упадке и унынии. Кролик, по их словам, пообещал им пригласить защитника, как оказалось, в лице Алисы.
Обитатели направляют главную героиню к Старому Гному, который может помочь ей в преследовании Кролика — а именно, в уменьшении её роста. Девушка встречается с Гномом и выполняет его просьбу, после чего они вдвоём летят в Крепость Дверей, ныне защищаемую Карточной Стражей Королевы и населённую детьми, сошедшими с ума. Алиса проходит стены Крепости и проникает в Мучилище, где под руководством Гнома ищет ингредиенты и готовит продукт для уменьшения роста, после чего успешно становится маленькой и перемещается в Долину Слёз, продолжая следование за Кроликом.
По пути Алиса встречает Черепаху с телячьей головой, чей панцирь украла Герцогиня. Черепаха соглашается помочь девушке в путешествии после того, как она вернёт существу панцирь. Алиса добирается до убежища Герцогини, которая не хочет добровольно отдавать украденное, а, напротив, как сама говорит, хочет съесть девушку. Алиса расправляется с Герцогиней и забирает панцирь, после чего отправляется с Черепахой в дальнейшее путешествие. Её новая цель — следуя за Кроликом, добраться до Гусеницы и поговорить с ней. Пройдя отрезок пути самостоятельно, Алиса встречается с Кроликом, который говорит, что Гусеница недалеко, приняв решение пожертвовать осторожностью ради скорости. Затем протагонистка наблюдает, как гигантский по сравнению с ними Шляпник, пересекающий поляну, раздавливает перебегающего Кролика. Погоревав о смерти Кролика и выслушав Чеширского кота, Алиса отправляется дальше и встречается с Гусеницей.
Гусеница объясняет Алисе, что Страна чудес в нынешнем виде — результат страданий главной героини:

 «Твой разум отравлен самообманом. Даже твои фантазии стали искажённой пародией на самих себя. Тебя терзает чувство вины за то, что ты осталась в живых, и страх перед одиночеством». — Гусеница, American McGee’s Alice
Гусеница советует Алисе убить Червонную Королеву для достижения целостности Страны чудес. Для того, чтобы девушка вернулась к своему нормальному росту, Гусеница посылает её в Лес диких грибов, где Алисе следует откусить от Гриба жизни, охраняемого Сороконожкой. Главная героиня успешно достигает убежища Сороконожки и убивает её. Откусив от гриба, Алиса вырастает и поднимается на Плато Гусеницы.
В центре плато Алиса обнаруживает одну из частей Одноглазого Бармаглотового жезла. Пройдя через открывшуюся в стороне решётку, протагонистка слушает голос таинственного оракула, доносящийся из пещеры. Она узнаёт, что для победы над Червонной Королевой нужно сначала уничтожить её стража — Бармаглота, для этого нужно найти и соединить три части Бармаглотова жезла, с помощью которого и осуществится уничтожение стража. Оракул сообщает, что в поиске частей может помочь бледный король, и Алиса отправляется в шахматное королевство.

#### Шахматное королевство и Зазеркалье
Пройдя через заслоны вражеских красных шахмат и добравшись до дворца бледного короля, Алиса наблюдает, как красные шахматы утаскивают бледную королеву. Встретившись с главной героиней, бледный король просит её помочь спасти королеву. Он даёт пешку и просит Алису дойти туда, где пешка станет королевой. Алиса не успевает спасти королеву — последней отрубают голову. Протагонистка доходит до конца «партии», где расправляется с красным королём и вытаскивает пешку, которая превращается в новую королеву. Однако появившийся Шляпник ударяет Алису по голове.
Девушка просыпается в больнице. Пробравшись через коридоры заведения, Алиса побеждает близнецов-санитаров Траляля и Труляля. После диалога со Шляпником протагонистка попадает в Зазеркалье.
По дальнейшему пути Алиса встречает Мартовского зайца и Соню, ставших жертвами экспериментов Шляпника, а также пленённого Грифона. От них в совокупности девушка получает информацию о жестокости Шляпника в новой Стране чудес. Наконец Алиса находит второй фрагмент жезла Бармаглота (Посох) и вступает в схватку со Шляпником. Убив его, протагонистка освобождает Грифона, который предлагает ей свою помощь в бою с Червонной королевой. Грифон приносит Алису на Землю Огня и Серы, в обитель Бармаглота. По словам Чеширского кота, последнюю часть жезла — глаз — Алиса может отобрать только у самого Бармаглота. Грифон отправляется искать других союзников, а девушка идёт к стражу.
Встретившись, Бармаглот разговаривает с Алисой. Он обвиняет девушку в том, что она, чувствуя запах дыма, не проснулась, не захотела покидать Страну чудес, которая ей снилась, и не предупредила родителей, находящихся в другой части дома, о пожаре, в результате чего они погибли. После окончания диалога происходит схватка. На помощь Алисе прибывает Грифон, который лишает Бармаглота глаза, после чего сам страж улетает. Грифон поручает главной героине поход на замок Червонной королевы, затем улетает за Бармаглотом с намерением остановить его. Алиса берёт глаз, получает готовый к работе жезл и следует совету Грифона.

#### Страна Червонной Королевы

Экран загрузки уровней официальной русскоязычной версии игры, отображающий карту игрового мира, в конце игры. Карта постепенно разрастается по мере прохождения

Пройдя длинную цепь препятствий на подходах к замку Червонной Королевы, Алиса выходит на открытое пространство, где сходятся в воздушной схватке Бармаглот и Грифон. Бармаглот побеждает. С помощью жезла девушка убивает стража, после чего разговаривает с умирающим Грифоном, который поручает ей последнюю битву — против Червонной Королевы.
Некоторым частям замка Червонной Королевы создатели игры хотели придать вид, будто они сделаны из плоти. Другие элементы были вдохновлены реальными готическими соборами.
Алиса пересекает замок, отбиваясь от Карточной стражи. На входе в зал Королевы появляется Чеширский кот. Он решает сказать протагонистке правду, не думая о последствиях для самого себя. По его словам, в схватке Алисы и Червонной Королевы остаться должна только одна из них. После фразы «вы — две части единого целого» Чеширский кот погибает — Королева отрубает ему голову своим щупальцем. Алиса проходит в открывшуюся дверь. Она видит трон с разместившейся на нём Червонной Королевой, которая затем поднимается (преградив главной героине дорогу к трону) и начинает схватку с Алисой. Девушка одерживает победу над телом Королевы, которое затем исчезает в троне. Подойдя к трону, Алиса видит, как к ней опускается настоящее лицо Королевы. Антагонистка говорит, что является единственной правительницей Страны чудес, что её королевство не предназначено для детей. Она советует Алисе уйти, поскольку, убив Королеву, девушка уничтожит и себя. Алиса принимает решение об уничтожении монстра и реализует его.

### Концовка
После победы Алисы над Червонной Королевой показан видеоролик о том, как Страна чудес восстанавливается — зеленеет и утрачивает черты упадка и уныния, а многие персонажи, умершие во время путешествия девушки, предстают живыми. В конце финального ролика показано, как Алиса уходит из клиники Рутледж.

## Разработка и поддержка игры

### Концепция и название игры

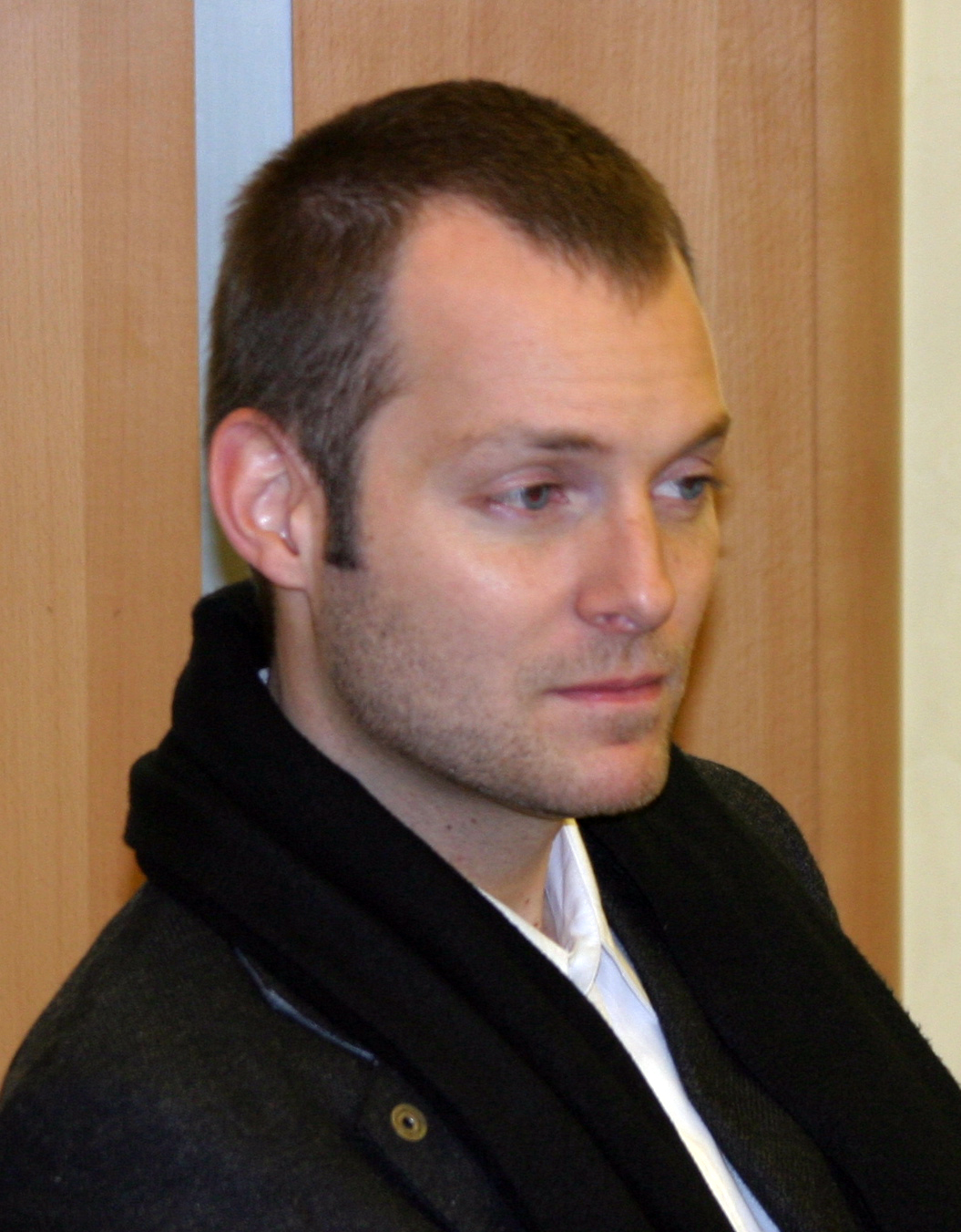
Американ Макги — автор идеи и руководитель разработки игры

Концепция игры создана на основе сказок Льюиса Кэрролла об Алисе в Стране чудес, которые планировалось преобразовать. Данная идея принадлежит в первую очередь Американу Макги. По его словам, она появилась после того, как руководство компании Electronic Arts попросило Макги придумать новый оригинальный проект. На создание мрачного образа «Алисы в Стране чудес» в 1997 году Американа вдохновила композиция Trip Like I Do дуэта The Crystal Method, в которой он услышал слово «чудо». Геймдизайнер, продумав эту идею, вместе со своим партнёром Р. Дж. Бергом начал работать над сюжетом и эскизами персонажей будущей игры.
В ранних концептах Макги и Р. Дж. Берг экспериментировали, пытаясь преобразовать материал оригинальных сказок. В своих экспериментах авторы идеи обращались к таким направлениям, как манга, футуристика, двумерная мультипликация, а также рассматривали сексуальные интерпретации. Макги обращал внимание на детали ранее разработанных при его участии продуктов, не понравившиеся ему (например, воссоздание реального мира вместо создания фантастического, многократное использование традиционного оружия, непримечательные персонажи), и стремился устранить эти недостатки в собственном проекте.
Определяющую роль при выборе визуального стиля сыграли эскизы Алисы, Чеширского Кота и Шляпника, предложенные Терри Смитом (англ. Terry Smith) и Нормом Фельчлем (англ. Norm Felchle), — они стали основой для всех следующих концепт-изображений.
Работая над сюжетом, Американ прорабатывал идеи о возвращении Алисы в Страну чудес в результате насилия над собой и об убийстве собственного отчима во время путешествия по Стране, однако такие мысли были отклонены издателем игры — компанией Electronic Arts. Также идеи касались проекции родителей и знакомых Алисы на персонажей Страны чудес; согласно этим мыслям, после смерти своего отца Алиса должна была отправиться в Страну чудес, чтобы понять причину его гибели. В конечном счёте, рассмотрев большое количество идей, многие из которых были слишком сложны для игры, разработчики создали простейшую историю. Результаты работы над концептуальной составляющей игры были утверждены компанией Electronic Arts, после чего началась реализация продукта.
Макги констатировал, что никаких ссылок на оригинальные сказки, за исключением повторно используемых персонажей и мест, придуманных Льюисом Кэрроллом, сюжет игры не имеет. Создатели игры заявляли, что уважительно относятся к оригинальным творениям Кэрролла. По словам продюсера Rogue Entertainment Джима Молинца, поначалу разработчиков беспокоил факт предстоящего заимствования чужой интеллектуальной собственности, так как многие работы коллег до этого при таком заимствовании получались не очень хорошими; однако сказки Кэрролла лишь послужили источником вдохновения для создателей игры, не ограничивая свободу их творчества. Эта свобода была поддержана Electronic Arts. Для создания игры разработчики обращались только к романам, экранизации произведений как источники материалов не рассматривались.
По словам Американа Макги, название игры, включающее его имя, было выбрано по настоянию компании Electronic Arts в первую очередь потому, что издателю требовалось зарегистрировать новый товарный знак и защитить его; с наименованием вида Alice сделать это гораздо труднее. Макги признавался, что сам не поддерживал такое название, поскольку, по его мнению, это явно перемещает остальных людей, участвующих в разработке продукта, на второй план. Alice является первой игрой, создание которой возглавил Американ Макги.

### Хронология разработки игры и рекламная кампания
Первые сведения о разработке игры появились 7 августа 1999 года, когда бывший глава компании id Software, в то время возглавлявший Rogue Entertainment, Александр Баррет на QuakeCon упомянул, что Rogue начала разработку игры American McGee’s Alice, которая будет базироваться на движке, используемом в Quake III Arena.
В тот же день сайт GA-Source.com (со ссылкой на журнал Computer Gaming World) опубликовал более подробную информацию об игре: American McGee’s Alice будет представлять собой 3D-шутер, её сюжет будет основываться на сказке Льюиса Кэрролла «Алиса в Стране чудес». Интерфейс планировалось реализовать в режиме от третьего лица, однако добавив при этом возможность игры в многопользовательском режиме от первого лица. Сюжет игры было решено привязать к сюжету оригинальной сказки, с присутствием в игре её персонажей. Выпуск игры был назначен на конец 2000 года.
13 августа Electronic Arts официально анонсировала American McGee’s Alice, разрабатываемую Американом Макги совместно с Rogue Entertainment, и сообщила об открытии официального сайта игры.
Были опубликованы первые концепт-арты игры, один из которых изображает главную героиню.
В дальнейшем на официальном сайте публиковались концепт-арты и другие игровые материалы.
Компания Rogue Entertainment начала дополнять команду разработчиков для реализации проекта, приглашая на работу новых людей, в основном на должности дизайнеров и аниматоров, и в дальнейшем штат сотрудников команды вырос с 9 до 27 человек.
26 августа 1999 года сайт GameCenter опубликовал эксклюзивное интервью с Американом Макги, посвящённое игре. Кроме уже известной информации геймдизайнер сообщил, что цель игры — уничтожение Червонной королевы, в результате чего Страна чудес должна вернуться в нормальное состояние. Макги подчеркнул, что «большинство персонажей, с которыми игроки знакомы, возвращено в новой, но более тёмной форме», кроме них добавлены новые. Также, по словам Макги, продукт должен был представлять собой многоуровневую игру с наличием геймплея многопользовательского режима.
31 октября разработчиками была опубликована более подробная информация о сюжете игры.
8 ноября Американ Макги дал интервью ресурсу Loonygames, в котором заявил, что игра будет иметь жанровые сходства с серией Doom.
30 ноября, в интервью ресурсу r-pov.com, когда диалог коснулся планируемых игровых головоломок, Макги пояснил, что они будут радикально отличаться от принципа «получи ключ, открой дверь» — напротив, головоломки планировалось сделать творчески развитыми. О будущем игровом процессе Макги выразил своё мнение как об «уникальном и приятном». Также Американ подтвердил наличие оружия и предметов, которые главная героиня «сможет поднять и использовать».
26 января 2000 года компания Electronic Arts заявила о лицензировании движка Quake III Arena, в том числе для его использования в разработке American McGee’s Alice.
Вечером 4 мая на официальном сайте проекта American McGee’s Alice появились скриншоты из игры, а также некоторая новая предварительная информация о ней — ответы на часто задаваемые вопросы и сведения об оружии главной героини.
Однако 5 мая представитель Rogue Entertainment Бобби Пэвлок заявил, что данные скриншоты не отражают верной визуальной информации об игре и опубликованы по ошибке.
Настоящие скриншоты и новая игровая информация были опубликованы 11 мая.
Предварительные фрагменты игры American McGee’s Alice были продемонстрированы на Electronic Entertainment Expo 2000 года, прошедшем в Лос-Анджелесе с 11 по 13 мая. Как стало известно во время события от PR-координатора Джейсона Андерсена, создание запланированного мультиплеерного режима игры было решено отменить. GameCenter в своём обзоре демонстрации игры, которая была показана на конференции лишь некоторым обозревателям, отметил красочные и красивые 3D-модели знакомых по сказке персонажей и красоту мира в целом.
24 июля сайт dailyradar.com в рамках недели American McGee’s Alice опубликовал три видеоролика об игре (в том числе ранее опубликованный IGN, но в более высоком разрешении). В следующую очередь на сайте появилось интервью с Американом Макги, который сказал, что игру можно представлять как третью книгу к оригинальным произведениям Кэрролла и что события игры могут происходить через год после окончания книжных.
25 июля Daily Radar опубликовал информацию об обитателях игровой Страны чудес, в следующую очередь на сайте появились сведения о музыке для игры, автором которой является Крис Вренна, и один из треков.
25 июля сайт компании Well-Rounded Entertainment опубликовал превью игры, в котором было сообщено о закрытой предварительной альфа-версии игры, созданной в конце июня, которая включает больше функций, чем версия, показанная на Electronic Entertainment Expo. Журналистам компании, посетившим офис Electronic Arts, было показано 15 уровней и подуровней; разработчики сообщили, что на протяжении всей игры главной героине предстоит встретиться с 40 персонажами; сотрудник EA Джонатан Харрис определил игру как 70-процентный экшн и 30-процентный квест. Также автор превью упомянул о том, что Electronic Arts не исключает возможность добавления в игру многопользовательского режима, но после выпуска игры в качестве дополнения. Среди особенностей будущей игры были отмечены наличие сетки прыжков (англ. jump reticle), позволяющей определить место, куда прыгнет главная героиня, и прицел, фиксирующийся на врагах. Также была опубликована некоторая новая информация о геймплее начала игры.
28 июля Computer and Video Games опубликовал некоторую информацию о мультиплеерном дополнении, подтверждающую, что он выйдет после выпуска игры.
3 августа GameSpy выложил новое превью игры, в котором была упомянута маркетинговая компания, включающая серию игрушек по игре.
8 августа Electronic Arts опубликовала три новых скриншота и новую музыкальную дорожку. Также компания анонсировала саундтрек игры, ожидавшийся на отдельном компакт-диске.
Позже, 7 сентября итальянский сайт Multiplayer.it опубликовал два новых видеоролика-трейлера и промовидео, посвящённые игре.
Рабочая демонстрационная версия American McGee’s Alice наряду с другими ожидаемыми играми была показана Electronic Arts на презентации ECTS 2000, прошедшей 1 сентября в Chertsey Studio.
26 сентября израильский ресурс Vgames опубликовал своё интервью с Александром Барретом, в котором тот подтвердил, что игра будет нацелена на взрослую аудиторию и в ней будут присутствовать умственные головоломки, как в книгах Кэрролла. На вопрос о причинах отсутствия многопользовательского режима Баррет ответил, что, по мнению разработчиков, в таком режиме нет необходимости — игроки получат всё, что хотели, по завершении одиночной игры. Согласно интервью, реализация игры на игровых приставках в ближайшее время не планировалась. На следующий день FGNOnline опубликовал краткую беседу с продюсером Electronic Arts Робертом Джоном Бергом, изложившим свой взгляд на отсутствие многопользовательского режима:

Эта версия American McGee’s Alice разработана так, чтобы обеспечить наиболее комфортный режим одиночной игры, какой мы могли создать. Мы не считали, что сможем поддержать этот уровень в многопользовательской игре. Для этого имеются существенные трудности — и известные ограничения существующих технологий отнюдь не тривиальны. Мы бы с радостью выпустили «Алису» в Интернет, но не в текущей реализации игры.
Оригинальный текст (англ.)This version of American McGee's Alice is designed to provide the best single-player experience we know how to build. We didn't think we could replicate that standard in a multiplayer game. There are substantial design issues to be resolved - and the well-known limitations of the current technology are not trivial. We'd love Alice to go online, but probably not as designed in the current game.
— Р. Дж. Берг в интервью FGN Online
27 сентября IGN опубликовал эксклюзивный четырёхминутный документальный видеоролик об игре.
29 сентября на официальном сайте Alice появился новый игровой видеоролик, сделанный в кинематографическом стиле.
3 октября на GA-Source появилось интервью с дизайнером уровней Брэндоном Джеймсом. Он заявил, что в настоящее время игра проходит стадию «полировки, детализации и обёртки», и что основная часть продукта была создана за один год. По словам дизайнера, хотя идеи для разработки игры были заимствованы из разных проектов (наиболее частому обсуждению подвергались идеи из Zelda), American McGee’s Alice не имела аналогов на рынке того времени.
В интервью IGN, опубликованном на следующий день, продюсер Р. Дж. Берг сообщил о проходивших в это время озвучивании персонажей (диалоги для которых, по словам Американа Макги, писал сам Берг), обработке голосов животных и добавлении к вышеперечисленному звуковых эффектов. Всё это, по словам разработчика, будет положено на музыку, которая уже создана Крисом Вренной. Р. Дж. Берг заявил, что Алиса озвучена на английском, французском, немецком и испанском языках. На вопрос о техническом обслуживании игры, не имеющей никаких многопользовательских опций, разработчик ответил, что официальный сайт по-прежнему будет лучшим источником для всей информации об игре.
В интервью 25 октября Александр Баррет сообщил, что в данное время игра находится на заключительных этапах разработки, после которых пройдёт тестирование игры внутри компании с окончательной настройкой и исправлением ошибок. Затем Electronic Arts проведёт второе тестирование, после которого игра будет готова.
Во второй половине октября в клубах крупнейших городов США проходили фанатские вечеринки American McGee’s «Alice» Wicked Wonderland Tour, организованные Electronic Arts и посвящённые ожидаемому выпуску проекта American McGee’s Alice.
15 ноября ресурс GameSpot получил от разработчиков играбельную сборку American McGee’s Alice, которая представляет собой готовую на 80 % игру, и 60 новых скриншотов.
Продюсер компании Джим Молинец в номере журнала ''Game Developer'' за апрель 2001 года сообщал, что Rogue Entertainment сумела создать American McGee’s Alice в предельно краткие для подобной работы сроки — один год. Из-за нехватка времени разработчики вынуждены были организовывать небольшие «партизанские» встречи главных членов команды вне работы для обсуждения деталей проекта. Также, по словам Джима Молинца, в проекте не была ограничена свобода творчества, и новые идеи от каждого из разработчиков лишь приветствовались. На создание каждого уровня игры у разработчика уходил месяц, ещё как минимум неделя — на написание скриптов для карты. Молинец противопоставил эти сроки разработке Quake II, при которой на создание продвинутого уровня разработчик тратил полторы-две недели.

### Игровой движок и технические особенности игры
| Системные требования    | Системные требования                                 | Системные требования                                 |
| ----------------------- | ---------------------------------------------------- | ---------------------------------------------------- |
|                         | Минимальные                                          | Рекомендуемые                                        |
| Microsoft Windows       |                                                      |                                                      |
| ОС                      | Windows 95 или выше                                  | Windows 95 или выше                                  |
| ЦПУ                     | AMD K6-1 или Pentium II 400 MHz                      | AMD Athlon / Pentium III 500 MHz                     |
| Объём ОЗУ               | 64 MB                                                | 128 MB                                               |
| Место на диске          | минимум 500 МB (600 MB) свободного места             | минимум 620 MB свободного места                      |
| Информационный носитель | 4X CD/DVD                                            | 8X CD-ROM                                            |
| Видеокарта              | 16 MB видеопамяти, с поддержкой OpenGL и DirectX 7   | 64 MB видеопамяти, с поддержкой OpenGL и DirectX 7   |
| Звуковая плата          | с поддержкой DirectX 7                               | с поддержкой DirectX 7                               |
| Устройства ввода        | клавиатура мышь                                      | клавиатура мышь                                      |
| Apple Macintosh         |                                                      |                                                      |
| ОС                      | Mac OS 8.6 или выше Mac OS X                         | Mac OS 8.6 или выше Mac OS X                         |
| ЦПУ                     | 400 MHz или выше                                     | 400 MHz или выше                                     |
| Объём ОЗУ               | 128 MB                                               | 128 MB                                               |
| Информационный носитель | 4X CD-ROM                                            | 4X CD-ROM                                            |
| Видеокарта              | наличие аппаратного 3D-ускорителя (ATI 128 или выше) | наличие аппаратного 3D-ускорителя (ATI 128 или выше) |

Игра базируется на движке id Tech 3, который ранее был использован в игре Quake III Arena. В одном из интервью Американ Макги отметил, что данный движок выбран из-за его преимуществ перед другими технологиями, доступными разработчикам для их целей. Механизм движка был знаком разработчикам, сам движок удобен, что должно было сократить время разработки продукта. Продюсер игры Р. Дж. Берг подтверждал, что после предварительного обзора нескольких конкурентоспособных технологий разработчики выбрали этот движок как самый подходящий. Для создания карт использовалось программное обеспечение Radiant. Главный программист игры Питер Мэк упоминал, что при написании игры использовались языки программирования C и C++, так как на С был написан игровой движок, а на C++ — дополнения к нему. Также Питер говорил об использовании наряду с программным обеспечением игрового движка технологии OpenGL. Согласно статье Джима Молинца в журнале Game Developer, посвящённой American McGee’s Alice, игра содержит 200 тысяч строк исходного кода и 30 тысяч скриптовых строк. По словам художника Рича Флейдера, все 3D-модели в игре были созданы с использованием текстур формата TGA (глубиной цвета в 24 и 32 бита на пиксель) с разной степенью растяжки; также в игре используются шейдерные эффекты.
В разработке игры приняли участие сотрудники компании Ritual Entertainment, которая модернизировала исходную версию движка id Tech 3. Они оказали разработчикам игры помощь в улучшении дизайна уровней. Дизайнер уровней от Ritual Entertainment Ричард Грей (Levelord) полностью создал для игры первые два уровня. По его словам, скриптовый язык движка был приближен к C++ специально для Alice, что упростило процесс разработки. В своём интервью 23 сентября 2000 года продюсер и сценарист игры Р. Дж. Берг подтвердил, что в American McGee’s Alice используется, помимо прочего, комплект инструментальных средств Heavy Metal: F.A.K.K.², который был лицензирован Electronic Arts. Таким образом, игровой движок многопользовательского шутера от первого лица Quake III был значительно модифицирован для использования в однопользовательском приключенческом боевике от третьего лица.

### Создание персонажей
В American McGee’s Alice присутствует множество персонажей, взятых из произведений Льюиса Кэрролла. Кроме того, в игре появляются герои, полностью придуманные разработчиками.
29 сентября 2000 года Американ Макги дал интервью ресурсу GameGirlz, в котором поговорил об Алисе и её создании. Геймдизайнер рассказал о роли Алисы в игровом процессе и сюжете; далее диалог коснулся разработки самой героини:

На начальном этапе мы потратили несколько месяцев, работая над тем, как должны выглядеть и какие ощущения должны вызывать все персонажи и сцены в игре. С самого начала я отчётливо представлял, как должна выглядеть Алиса, однако трудно было найти художника, который смог бы или захотел создать этот образ. Один из наших художников наконец отправил факсом эскиз, нарисованный на обратной стороне салфетки, который в конечном итоге обратился в ту Алису, что вы видите в игре. Она отличалась от всех, созданных ранее… у многих художников Алиса выходила уж очень «слащавой» или слишком сексуальной. Это не наша Алиса. А уж почему я решил, что она должна выглядеть именно так… По большей части это связано с моим личным стилем и склонностью к мрачному искусству и манере.
Оригинальный текст (англ.)We spent a few months in pre-production working out the look and feel of all the characters and locations in the game. From the beginning, I had a pretty clear picture of what Alice should look like but it was difficult finding an artist able or willing to create that image. One of our artists finally faxed over a sketch on the back of a napkin that eventually turned into the Alice you see in the game. She was unlike anything else that had been produced before… a lot of the artists felt the need to make Alice really «cutesy» or way too sexy. That’s not our Alice. As far as why I decided that she should look the way she does... A lot of that has to do with my own personal style and appreciation of darker art and fashion.
— Американ Макги в интервью GameGirlz
По словам Джима Молинца, разработчики поначалу ошибочно предполагали, что единственный разработчик моделей или аниматор может нарисовать Алису и создать всю анимацию для неё за три недели. К концу разработки игры для изображения Алисы использовалось 180 последовательностей, каждая из которых составляла около 12 тысяч кадров анимации. Часть из них, правда, не вошла в окончательную версию игры.
На вопрос журналиста о том, понравится ли Алиса женской аудитории, Макги в своём интервью выразил положительное мнение, аргументировав его значительным количеством соответствующих комментариев от женщин на официальном сайте. Согласно более позднему интервью с Американом, люди, интересующиеся проектом, хотели видеть Алису более современной, «модной, с тёмными очками», однако разработчики отвергли эти идеи. В других интервью Макги заявлял, что образ игровой Алисы больше основан на образе Алисы Лидделл, послужившей прототипом к оригинальным сказкам, чем на внешности героини диснеевской экранизации 1951 года. Он объяснял такой выбор тем, что внешний вид диснеевской Алисы слишком далёк от оригинала и не подходит разработчикам, которые стремились к наиболее истинной версии Страны чудес. В титрах игры упоминается Сиара Гей, которая, согласно официальному мануалу игры, послужила прототипом игровой Алисы. На английский язык протагонистку озвучила Сьюзи Брэнн.
Согласно ранним скриншотам и публикации ресурса Daily Radar в июле 2000 года, планировалось, что Чеширский кот хотя и будет сохранять нейтралитет во время сражений, но поможет Алисе в них, когда у него будет такое желание. В итоговой версии игры кот не участвует в сражениях и геймплее, а лишь помогает советами. Согласно этой же публикации, Карточные Стражи по концепту во время боя должны были использовать сложные анимационные комбинации (например, сворачиваться в трубку во избежание атак Алисы), которые в итоговой версии недоступны. Чеширского кота на английский язык озвучил Роджер Джексон.
28 июня 2000 года IGN в рамках «трёх дней об Алисе» опубликовал обзор, в котором присутствовало описание Безумных Детей (англ. Insane Children). Согласно обзору, сюжетно Безумные Дети появились в Стране чудес, чтобы попытаться освободить её от тирании Червонной королевы, однако им это не удалось, и теперь они обречены на вечные муки. Планировалось, что данные неигровые персонажи должны будут обращаться к Алисе с просьбами о помощи, некоторые из них — следовать за ней, а также выдавать девушке её расположение. После выхода игры Макги делился впечатлением, что Безумные Дети представляют собой то, чем стала бы Алиса в случае проигрыша.

### Демонстрационная версия игры
20 ноября 2000 года разработчиками была неофициально анонсирована демонстрационная версия игры, ожидаемая перед выпуском полной. 1 декабря она появилась в свободном доступе на официальном сайте Electronic Arts, а затем и на других игровых сайтах. Она полностью функциональна, но содержит лишь некоторые уровни игры, представленные в сокращённом варианте: «Делириум», «Пандемониум», «Крепость Дверей», «За Стеной», «На Суше» и «Бледное Королевство». Согласно обзору сайта 3D Action Planet, игра начинается в клинике, где находится опечаленная Алиса; однажды её посещают Белый Кролик и Чеширский кот, которые убеждают девушку вернуться в Страну чудес, где и начинается игровой процесс. Алисе противостоят все враги, принадлежащие соответствующим локациям в полной версии игры. Для применения в качестве оружия доступны нож, Молоток для крокета и Чёртик в шкатулке; имеется возможность воспользоваться Прыгающим чайником. В конце игры представлен небольшой видеоролик, кратко показывающий игровой процесс остальных уровней.
Демонстрационная версия была положительно оценена игровыми изданиями. Джулиан Бордман от великобританского отделения GameSpot, выражая первое впечатление об игре, отметил: «Макги создал одно из самых неотразимых, иммерсивных и странных окружений, которые я видел»; также критик высоко оценил геймплей. IntelGamer в своём превью поставил игре оценку 93 %, позитивно высказавшись как о графике, так и об атмосфере демонстрационной версии, и назвав геймплей забавным. Процесс сбора очков жизни и маны он сравнил с теми же составляющими в игре Sacrifice. Единственная проблема, отмеченная критиком, связана с прыжками. Gamer's Pulse позитивно высказался об атмосфере игры. В целом положительной оценке подверглась работа графического движка: с одной стороны, критику понравились отображение воды, эффекты прозрачности и плавная анимация персонажей, с другой — были отмечены редкие проблемы с графикой. По словам критика, геймплей в равной степени содержит как элементы экшна, схожие со стилем Tomb Raider, так и головоломки. Рецензенту также понравилось звуковое сопровождение игры. Общая оценка ресурса — 93 %. 3D Action Planet в свою очередь позитивно высказался о графике и визуальной составляющей игры, о дизайне уровней и об их содержимом. Также рецензентом от данного ресурса были отмечены головоломки, которые, по мнению автора обзора, интересны. Критик от Stomped положительно оценил дизайн уровней и атмосферу игры, геймплей понравился меньше. Общая оценка критика — 95 баллов из 100.

### Выпуск и дистрибуция игры под Windows
18 ноября 2000 года продюсер Rogue Entertainment Джим Молинец объявил, что разработка игры окончена и игра ушла в печать — «на золото». Он подтвердил дату выпуска игры — 5 декабря.
В последние дни ноября игровыми изданиями рассматривалась версия игры, готовая на 90 %, в соответствии с которой журналисты публиковали превью.
1 декабря вышла демонстрационная версия. Выпуск полной версии игры в США состоялся 5—6 декабря.
В Японии игра была издана 21 января 2001 года компанией Electronic Arts под названием American McGee’s Alice in Nightmare (с англ. — «Алиса Американа Макги в Стране Кошмаров»). В комплекте расширенной японской версии игры присутствовал коврик для мыши.
Во время первых изданий American McGee’s Alice в Японии и США диск с игрой поставлялся в оригинальной обложке, на которой была изображена Алиса в забрызганном кровью фартуке и с Кухонным ножом в руке, а рядом с главной героиней на иллюстрации был показан Чеширский кот. Как сообщала Electronic Arts, после выпуска игры в Америке из-за протеста некоторых организаций было принято решение поменять обложку. В следующих североамериканских тиражах игры кровь с фартука была убрана, а нож в руке Алисы был заменён Ледяным Жезлом. Обложки европейских изданий изображали Алису с ножом в руках (но без крови) либо с колодой карт (в последнем случае людям, незнакомым с игрой, не было понятно, что держит в руках Алиса). Исключением является немецкое издание игры, на обложке которого Чеширский кот отсутствует.
После выхода американской версии игры по причине длительного отсутствия официальной русской локализации в России и СНГ стали популярными пиратские русифицированные версии игры (в частности, русификация от «Фаргуса», выпустившего игру в 2000 году под названием «Алиса — Гроза Зазеркалья», издание от 7-Wolf и другие). 10 ноября 2002 года American McGee’s Alice была официально локализована на территории России и СНГ компанией Софт Клаб под названием «Американ Макги: Алиса». Игра была полностью переведена на русский язык и озвучена актёрами московских театров. Продукт был выпущен в упаковке DVD-Box.
В Польше премьера игры состоялась 27 декабря 2000 года. Дистрибьютором польской версии игры стала компания Cenega Poland.
Игра «American McGee’s Alice» получила возрастной рейтинг ESRB Mature (от 17 лет) из-за большого содержания в игре крови и насилия. Система PEGI определила игре рейтинг «16», также отметив присутствие насилия.

### Поддержка, доработка и продажи игры после выхода
Ещё до выпуска Alice разработчиками были отмечены проблемы с графикой демонстрационной версии игры при использовании видеокарты Matrox G400, связанные, в частности, с замедлением анимации и унаследованные в окончательной сборке. Питер Мак подсказал решение этих проблем и выразил уверенность, что при использовании следующей версии Matrox, которая в то время находилась в разработке, подобных неполадок не будет.
3 января 2001 года Electronic Arts выложила в свободный веб-доступ ранее анонсированный английский патч к игре, решающий данные проблемы, а 7 февраля — немецкую, французскую, испанскую и голландскую версии этого патча.
В декабре 2000 года Американ Макги совершил мировой пресс-тур с целью продвижения American McGee’s Alice. В частности, он посетил Сан-Франциско, Нью-Йорк, Токио и Лондон (в последнем дал интервью сайтам Gameloft.co.uk и Daily Radar). В следующую очередь Макги побывал в Германии с интервью некоторым игровым сайтам; в частности, 19 декабря из интервью сайту Gamesurf.de стало известно, что в Германии игра выйдет полностью без изменений.
Согласно информации CNN, опубликованной 24 января 2002 года, наряду с создаваемой киноадаптацией игры планировался выпуск серии комиксов и линии игрушек, посвящённых игре.
Выпущенные и появившиеся в магазинах игрушки предлагались создателями для поклонников American McGee’s Alice и изображают главных героев игры в миниатюре. Также были выпущены модели костюма Алисы в натуральную величину, которые включают в себя полиэстеровое платье, представленное в трёх размерах, бант и ожерелье (остальные предметы одежды Алисы в наборе отсутствуют).
В 2010 году компанией Epic Weapons в честь десятилетней годовщины выпуска игры была создана сувенирная модель Кухонного ножа — одного из предметов оружия Алисы — в натуральную величину. Лезвие ножа сделано из нержавеющей стали, на лезвии и рукояти выгравированы узоры. Компания создала 1000 экземпляров Кухонного ножа, заявив о продаже первых 25 копий на аукционе Epic Weapons летом 2010 года.
2 января 2001 года игра American McGee’s Alice дебютировала в списке самых продаваемых игр США за неделю по версии ресурса GameWeek, заняв 15 строку.
17 января игра по версии сайта заняла 10 место в этом рейтинге.
По словам разработчиков, опубликованным 17 мая 2001 года, по всему миру к тому времени было продано около 400 тысяч экземпляров игры. Согласно информации NPD Techworld, по состоянию на начало 2002 года было продано около 204 тысяч экземпляров. По состоянию на 2011 год количество экземпляров игры, проданных во всём мире, превысило 1,5 миллиона при бюджете в 2,5 млн долларов США.
Для сборника Alice: Madness Returns — The Complete Collection, выпущенного в 2011 году и содержащего оригинальную American McGee’s Alice вместе с её сиквелом Alice: Madness Returns, игра прошла ремастеринг — графика продукта была улучшена и адаптирована под современный HD-формат.

### Разработка и поддержка игры под Mac OS и приставки
Первые упоминания о том, что игра может быть выпущена под несколько платформ, появились ещё на этапе разработки American McGee’s Alice.
14 февраля 2001 года компания Aspyr Media официально объявила о подготовке продукта к выпуску на компьютерах линейки Apple Macintosh. Портирование игры осуществлялось компанией Westlake Interactive, издателем продукта под Mac OS выступила Aspyr Media, сотрудничавшая с Electronic Arts.
19 апреля началось бета-тестирование игры; 29 июня разработчики сообщили, что продукт ушёл в печать, и объявили окончательные системные требования.
28 августа в свободный доступ на MacGameFiles была выложена демонстрационная сборка American McGee’s Alice для Mac OS 8.6 и более поздних версий (в том числе для Mac OS X), позже модернизированная патчем.
В японской локализации выпуск вышеупомянутой версии игры под Macintosh состоялся 21 марта 2002 года.
10 октября 2003 года в США игра была обновлена до версии 1.1.1 с помощью очередного патча, 1 марта 2007 — до версии 1.1.2.
В мае 2000 года Rogue Entertainment подписала договор с Electronic Arts на выпуск версии American McGee’s Alice, портированной на игровые приставки PlayStation 2. В начале 2001 года договор был неожиданно расторгнут решением компании Electronic Arts, финансировавшей этот проект, а сотрудники Rogue лишились зарплаты. Отмена разработки консольной версии игры поставила компанию Rogue Entertainment в тяжёлое положение. Разработчики объяснили расторжение контракта финансовой ситуацией внутри EA, следствием которой явилось сокращение проектов, под которое попала и Alice, портируемая на PlayStation 2. Целевая платформа начала своё развитие недавно, в связи с чем была недостаточно популярна.
Американ Макги в своём интервью 25 июля 2001 года выразил надежду, что Electronic Arts в конечном счёте выпустит версию игры для PlayStation 2.
14 июня 2011 года, одновременно с выходом продолжения Alice: Madness Returns, состоялся выпуск American McGee’s Alice на игровых приставках PlayStation 3 и Xbox 360. Оригинальную версию продукта можно было свободно скачать по купону, идущему в комплекте с игрой Alice: Madness Returns для консолей. Портирование оригинала было осуществлено разработчиком сиквела — компанией Spicy Horse.
3 декабря 2000 года сайт Birdman’s Lair опубликовал патч, дающий возможность использования демонстрационной версии American McGee’s Alice на игровой платформе SpaceOrb 360, 5 декабря появился патч для полной версии игры.

## Отзывы прессы

### Популярность и успех игры
Со времени анонса American McGee’s Alice была наиболее известна как игра, разрабатываемая на движке Quake III Arena. После выхода игра получила в основном положительные отзывы крупных игровых изданий и стала коммерчески успешной, в течение некоторого времени являясь одной из самых продаваемых игр в США. Alice получила популярность среди игроков, вследствие чего руководитель проекта Американ Макги, ранее известный в игровой индустрии лишь как участник создания игр из серий Doom и Quake, обрёл известность в первую очередь как разработчик именно этой игры.

### Обзоры и рецензии
| Сводный рейтинг       | Сводный рейтинг                                     |
| Агрегатор             | Оценка                                              |
| --------------------- | --------------------------------------------------- |
| GameRankings          | 82,09 % (ПК) 86,00 % (PS3) 65,50 % (X360)           |
| Metacritic            | 85 / 100 (34 обзора)                                |
| MobyRank              | 78 / 100 (Macintosh) 85 / 100 (Windows)             |
| Иноязычные издания    |                                                     |
| Издание               | Оценка                                              |
| ActionTrip            | 90 / 100                                            |
| Game Informer         | 9 / 10                                              |
| GameSpot              | 7,3 / 10                                            |
| GameSpy               | 93 / 100                                            |
| IGN                   | 9,4 / 10                                            |
| Cheat Code Central    | 4,3 / 5 (PS3, Xbox 360)                             |
| Gaming Age            | A-                                                  |
| Video Gamer Guy       | 9,5 / 10                                            |
| GamesFirst            | [ 162 ]                                             |
| Future Looks          | 98 %                                                |
| GameZone              | 10 / 10                                             |
| Gamer’s Pulse         | 95 %                                                |
| Computer Games Online | 3 / 5                                               |
| Dark Places           | 96 / 100                                            |
| Head-2-Head           | 85 %                                                |
| Happy Puppy           | 9 / 10                                              |
| Fragland.net          | 89 %                                                |
| EchoBaseCommand       | 90 %                                                |
| Games4Mac             | 89 % (Macintosh)                                    |
| JeuxMac.com           | 4 / 5 (Macintosh)                                   |
| AppleLinks.com        | (Macintosh)                                         |
| GameCritics.com       | 4,5 / 5 (Xbox 360)                                  |
| Русскоязычные издания |                                                     |
| Издание               | Оценка                                              |
| 3DNews                | 95 %                                                |
| Absolute Games        | 95 %                                                |
| «Игромания»           | 9 / 10 (локализация)                                |
| «НИМ»                 | 9,5 / 10                                            |
| «Страна игр»          | 9 / 10                                              |
| Мир Фантастики        | 9 / 10                                              |
| Награды               |                                                     |
| Издание               | Награда                                             |
| Game.EXE (2001)       | Лучший звук, 3 место                                |
| Absolute Games        | Наш выбор                                           |
| IGN                   | Editors' Choice                                     |
| «Игромания»           | Лучшая локализация. Самая шизанутая игра 2000 года. |

Рецензент от сайта IGN положительно оценил графику и дизайн уровней, отметив старания разработчиков в проработке отдельных игровых объектов. Также было отмечено высокое художественное качество звукового сопровождения игры — как музыки, так и озвучивания персонажей. Менее позитивной оценки удостоился игровой процесс: рецензент обратил внимание на некоторые недостатки боевой системы и управления. В качестве недостатка игры было упомянуто отсутствие многопользовательского режима, в связи с которым вероятность, что пользователь пройдёт данную игру многократно, снижается. Журналист IGN поставил игре оценку в 9,4 балла из 10.
Рецензент от GameSpot в свою очередь оценил высокое качество дизайна уровней и игровых объектов, в том числе персонажей, отметив и некоторые достоинства технической реализации графики; он связал красивый дизайн как с хорошим качеством движка, так и с высокой квалификацией аниматоров. Положительно была оценена музыка, усиливающая, по словам рецензента, ощущение атмосферы игры; было отмечено подходящее к обстановке озвучивание персонажей, в особенности Чеширского кота. Игровому процессу рецензент дал смешанную оценку: в качестве плюсов он отметил реализацию процесса передвижения по уровням и адекватную работу камеры; к минусам были причислены недочёты боевой системы и незначительная роль в прохождении игры предметов-бонусов. Также критик отметил, что в игре не хватает элементов исследования, традиционных для 3D-игр жанра Action, в связи с чем данная игра напоминает чистый шутер от третьего лица, и, кроме того, абсолютно линейна, не имея при этом многопользовательского режима. GameSpot поставил игре оценку в 7,3 балла из 10.
Автор обзора сайта Action Trip отметил, что American McGee’s Alice делает акцент не на сюжетные события и причины тех или иных действий Алисы в игровом мире, а именно на игровой процесс. Сам геймплей удостоился положительной оценки как быстрый и насыщенный; сцены изложения сюжета были охарактеризованы как краткие, но информативные, что тоже было встречено положительно. Рецензентом было отмечено присутствие «лёгкой сатиры и остроумных диалогов, которые дают смысл и глубину игре», были высоко оценены саундтрек и озвучивание персонажей, которые, по словам автора обзора, помогают передать основную идею и атмосферу игры. К плюсам критик отнёс и техническую сторону геймплея, универсальное и интересное оружие, искусственный интеллект. Положительно были оценены дизайн и графика: «яркие модели, красочное оформление, исключительная физика и плавные частоты кадров». К минусам были отнесены абсолютная линейность игры, приобретённая, по мнению автора рецензии, за счёт быстроты игрового процесса, и исследования, количество которых сведено к минимуму. Оценка сайта — 90 баллов из 100.
Критик от ресурса GameSpy положительно оценил идею игры и общую работу, проделанную разработчиками над игрой. Дизайн и текстуры были также высоко оценены рецензентом, дизайн был охарактеризован как самый оригинальный среди всех игр того времени. Музыка также была принята благосклонно. В качестве минусов критик отметил слабую сюжетную линию и слишком простую интерактивность игрового процесса, который, плюс к этому, упрощается на поздних уровнях. О технической стороне игры рецензент высказался смешанно, с одной стороны отметив скорость и стабильность игрового движка, удобную камеру и маленькое время загрузки уровней, с другой — слабый искусственный интеллект и относительно высокие для того времени системные требования, необходимые для достижения хороших кадровых частот. Автор рецензии поставил игре оценку в 93 балла из 100.
Автор обзора Allgame положительно оценил дизайн и содержимое уровней, отметил индивидуальность каждого игрового объекта. По словам критика, «игра никогда не становится скучной и всегда удивляет и поражает вниманием к деталям», хотя и имеются некоторые незначительные проблемы. Также положительно были оценены музыкальное сопровождение уровней и звуковые эффекты, играющие, по мнению обозревателя, значительную роль в игре. Её техническая сторона получила от рецензента позитивную оценку: он отметил, что игра работает хорошо при низких системных требованиях, а быстрая загрузка фактически мгновенна. Управление рецензент описал как гладкое и быстрое, с единственным исключением — проблемами во время прыжков главной героини. Сожалению со стороны критика подверглось отсутствие многопользовательского режима.
Сайт GameInformer оценил игру на 9 баллов из 10. По мнению критика, American McGee’s Alice — по существу шутер от третьего лица и почти создаёт собственный жанр. Автор обзора отметил талантливое озвучивание персонажей и впечатляющий дизайн уровней.
Gaming Age в своём обзоре сравнил игровой процесс American McGee’s Alice с игрой Heretic II. Автором обзора был отмечен широкий выбор оружия, среди которого нет ничего лишнего. Дизайн уровней охарактеризован как «удивительный». Ресурс поставил игре оценку A- — вторую по качеству.
Критик от Daily Radar охарактеризовал игру как не идеальную, хотя многие аспекты игры и понравились автору рецензии: дизайн уровней, музыка и атмосфера игры («мы не могли вообразить лучшую визуализацию Страны чудес»), управление, названное лёгким, и отсутствие технических проблем. К недостаткам автор рецензии причислил сюжет, являющийся по его мнению не слишком привлекательным для игрока, и игровой процесс, описав в соответствии с ним игру как упрощённый шутер с несколькими головоломками. По мнению критика, в связи с её достоинствами игра весьма солидна и является хитом.
Shacknews поставил игре оценку «средне». В кратком обзоре игры автор похвалил дизайн и графику, звук (в частности, отметив саундтрек и назвав озвучивание Алисы «сексуальным») и внутриигровых противников, по его мнению, интересных. Отрицательной оценки удостоилась история, названная скучной.
Веб-сайт Games Domain положительно отозвался об игре, назвал игровое управление в целом стандартным, положительно оценил присутствие и реализацию автоматизированного прицела оружия и указателя прыжка, использование движка Quake III, музыкальное сопровождение, очень тепло высказался о дизайне окружения, основную сюжетную линию назвал оригинальной и интересной. В качестве минуса критик отметил тривиальность и излишнюю линейность игрового процесса.
Автор обзора от Quarter To Three положительно оценил дизайн уровней и реализацию ужасающей атмосферы игры. Ему понравились внешний вид и анимация Алисы, а также реализация Чеширского кота со всеми его особенностями. Положительной оценки удостоилась и музыка. В качестве недостатков рецензент отметил линейность игры, ограниченный счётчиком силы воли боезапас и проблемы при прыжках.
Джейсон Кларк от Future Looks написал позитивный обзор, отметив в качестве плюсов причудливую сюжетную линию, кошмарных персонажей, соответствующее атмосфере звуковое сопровождение, хорошее озвучивание действующих лиц, красивую графику и удобную систему управления. В качестве минусов была представлена не очень хорошая работа камеры, представляющая плохой вид, если Алиса находится в углу, что особенно неприятно во время боя.
Также к недостаткам была причислена недостаточно быстрая работа оружия. Рецензент оценил American McGee’s Alice в 98 %.
Критик от немецкоязычного сайта GamesWeb.com положительно описал дизайн и реализацию объектов игрового мира. Позитивного отзыва удостоилось и звуковое сопровождение, включая немецкое озвучивание персонажей. Производительность игры также произвела хорошее впечатление на рецензента. В качестве слабых игровых характеристик были отмечены игровой процесс со своей линейностью и сюжет.
GameZone поставил игре высшую оценку — 10 баллов. Рецензент отметил, что, несмотря на графическую насыщенность, игра практически не вызывает графических неполадок на системах с рекомендуемыми требованиями. Управление игрой было названо лёгким. Графика была оценена на 9,5 баллов: по словам рецензента, качество цвета данной игры, базирующейся на переработанном движке Quake III, лучше других, более ранних реализаций этого движка. Рецензенту понравилось звуковое сопровождение, в частности озвучивание Алисы и Чеширского кота, а также саундтрек, удачно подобранный к атмосфере игры. Высший балл критик присудил игровой концепции, назвав её оригинальной, а игру — выделяющейся из игр своего жанра. В заключение рецензент назвал игру «замечательной и остроумной адаптацией знакомой истории в интригующий и захватывающий приключенческий боевик».
Обозреватель от Well Rounded Entertainment, как и многие другие рецензенты, к основным плюсам причислил игровой дизайн и графику, к основным минусам — недостатки игрового процесса. Были отмечены относительно низкие системные требования (игра давала хорошую производительность на процессорах Pentium III 500 МГц). Плюс сюжета, как было отмечено, в том, что игра постоянно преподносит неожиданности игроку.
Рецензент от Gamer’s Pulse в первую очередь высказал основное достоинство игры, отмеченное всеми коллегами ранее, — дизайн уровней. Кроме того, обозревателю понравился выбор оружия, которое он определил как самое уникальное из увиденных в играх до этого. Автор рецензии отметил стабильную производительность игры при высоком разрешении графики и назвал всё аудио в игре высококачественным, особо отметив озвучивание Алисы и Чеширского кота. Была тепло встречена и атмосфера игры. Выбор движка Quake III для данной игры, по мнению обозревателя, удачен. Единственный серьёзный минус, отмеченный рецензентом, — слабый искусственный интеллект противников. Рецензент поставил игре оценку в 95 %.
Версия игры для Macintosh также была оценена, в целом, позитивно. Рецензент от немецкого сайта Games4Mac поставил игре оценку 89 %, отметив достаточно хорошее качество графики, получаемое на компьютерах G4/G5; немецкое озвучивание было названо гениальным и профессиональным. Обозреватель от ресурса MacNN отметил, что игра совместима как с классической версией операционной системы Mac OS, так и с Mac OS X, хотя при запуске игры на последней имеется большое количество проблем, которое наблюдается при использовании видеокарты от Nvidia и значительно уменьшается с видеокартой от ATI. Французский ресурс JeuxMac.com также написал позитивный обзор игры, сообщив, что American McGee’s Alice показывает хорошую производительность на компьютерах маленькой даже для своего времени мощности, и положительно высказавшись о французской локализации; оценка — 4 балла из 5. Более негативные обзор и оценку (3 балла из 5) игра получила от ресурса AppleLinks.com: рецензенту не понравилась как идея адаптации «Алисы в Стране чудес» Льюиса Кэррола в игру подобной тематики, так и игровой процесс, за исключением загадок, названных лучшими моментами игры; в качестве положительных черт автор обзора отметил хорошо придуманные и реализованные внутриигровые объекты, а также хорошую графику.
Сайт Cheat Code Central написал рецензию игры, портированной на игровые приставки PlayStation 3 и Xbox 360 в 2011 году. Рецензент отметил, что, несмотря на срок давности выхода PC-версии Alice, технический уровень графики всё ещё хорош для современных аппаратных средств. От рецензента игра удостоилась оценки в 4,3 балла из 5. Рецензент от GameCritics, описывая версию игры для Xbox 360, сообщил: «Я подозреваю, что у этой игры „были проблемы“, когда она вышла двенадцать лет назад, и те проблемы только увеличились, учитывая современный игровой дизайн и производство». Он оценил игру в 4,5 балла из 5.
Дмитрий Чернов от игрового ресурса Absolute Games положительно оценил атмосферу игры и звуковое сопровождение: «Незатейливая бэкграундная музыка и окружающие звуки, идущие буквально отовсюду, наводят временами глубочайшее состояние депрессии, но главное — вполне ощутимо задают настроение играющему». Из минусов критик отметил некоторую примитивность геймплея, назвав игру «обыкновенным шутером от третьего лица». Игра была оценена сайтом на 95 %.
Критик от ресурса 3DNews также положительно высказался о сюжете, названном «чётким», и об атмосфере игры: «ужас и несуразность — вот два главных чувства, которые не покидают игрока по мере всего прохождения». Позитивной оценки удостоились графика, анимация и стабильная производительность игры. Также одобрительный отзыв получили звуковое сопровождение и его техническая реализация. Рецензент от 3DNews поставил игре оценку 95 баллов из 100.
В обзоре сайта Old-Games.RU был отмечен красивый и высококачественный дизайн игры, в том числе экрана меню и начального видеоролика. Автор обзора положительно оценил атмосферу игры и её повествование. Напротив, критик отметил однообразие игрового процесса. По его словам, «тут всё работает на атмосферу игры и её повествование, так что даже если это идет в ущерб геймплею, то так тому и быть».
Геннадием Сапрыкиным в рецензии журнала «Лучшие компьютерные игры» в качестве достоинств игры были отмечены «неповторимые по стилю уровни, где вполне реальные интерьеры сочетаются с сюрреалистическими пейзажами, очень интересный сюжет, то и дело преподносящий сюрпризы (причём далеко не приятные), гротескные персонажи, которые порой удивляют или даже пугают, остроумные диалоги и очень глубокий подтекст». Позитивной оценки удостоились техническая и стилистическая составляющие графики для того времени, которые, по словам критика, очень хорошо вписались в атмосферу игры. Кроме того, рецензент положительно высказался и о музыке, используемой в игре. «Но есть ли в American McGee’s Alice недостатки? Пожалуй, да, всего один: концовка».
Журнал «Страна игр» положительно оценил дизайн почти всех уровней, названный им «сногсшибательным». Было отмечено и музыкальное сопровождение, которое, по словам рецензентов, «целиком и полностью предназначено для придания игре максимальной атмосферности, причём поставленная задача выполняется на все сто», хотя самостоятельной ценности данная музыка не несёт. Журналисты нейтрально оценили озвучивание персонажей за исключением Чеширского кота, голос которого был оценен лучше. В качестве недостатков рецензенты отметили неприспособленность движка к некоторым аркадно-платформенным элементам, таким как прыжки: «героиня не может как следует размерить пространство для прыжка, камера никак не в состоянии усвоить, как ей всё это показывать, и в довершение ко всему, Алиса безбожно скользит на любых поверхностях». Оценка журнала — 9 баллов из 10. На официальном сайте журнала опубликована оценка в 10 баллов.
Журнал «Игромания» опубликовал краткий обзор русской локализации игры. Авторы положительно оценили локализацию, описав достоинства следующими словами: «фантастическая игра актёров и их тщательнейший подбор, отлично переведённые тексты, полностью стилизованные текстуры… Ювелирная работа». Оценка — 9 баллов из 10. Александр Кузьменко в одной из своих статей для Игромании описал игру как «абсолютно готичную и беспредельно жуткую action-фантазию», сказав, что «обычный и на первый взгляд ничем не примечательный экшен он [Макги] умудрился превратить в произведение искусства, в законченный от начала и до конца шедевр». Александр Башкиров в своей статье назвал игру «жизнерадостным позёрством» и отметил, что игра «сводится к прыжкам по платформам в сюрреалистичных, но насквозь искусственных декорациях».
По мнению рецензента от журнала «Мир Фантастики», продукт был создан в удачное время — когда игроки ещё не привыкли к подобным экспериментам с сознанием. Рецензент не сравнивал игру с оригинальными произведениями, пояснив это тем, что American McGee’s Alice значительно от них отличается. В заключение автор обзора выразил мнение, что данная игра — «шедевр игростроя на все времена», удостоив продукт оценки в 9 баллов из 10. При этом графика получила худшую оценку, чем все остальные параметры (сюжет, играбельность и звук), — лишь 8 баллов.

### Награды, рейтинги и номинации
Игра American McGee’s Alice была внесена в список лучших игр 2000 года по версии портала MSN. Также после выхода игры Alice вошла в рейтинг лучших шутеров 2000 года, опубликованный сайтом Stomped.
В 2008 году игра была включена в раздел «Игроизации» списка «100 главных видеоигр», составленного журналом «Мир Фантастики».
Разработчики American McGee’s Alice — в частности, Американ Макги и Джим Молинец — стали лауреатами первой премии Game Developers Choice Awards (относящейся к 2001 году) в номинации «Превосходный дизайн уровней».
Журнал Game.EXE, подводя итоги 2000 года, присудил игре 3 место в номинации «Лучший звук». По итогам 2002 года русская версия игры получила от журнала «Игромания» приз за лучшую локализацию.
19 февраля 2007 года сайт Tom's Hardware опубликовал рейтинг 50 лучших персонажей-девушек в истории видеоигр, в число которых вошла главная героиня игры — Алиса.
Героиня оказалась на 18 строке рейтинга «50 лучших персонажей видеоигр», составленного сайтом Empire Online. GameSpy в топ-10 лучшего игрового оружия, опубликованном в июле 2001 года, поместил на шестое место Демонские Кости (англ. Diabolical Dice) из «American McGee’s Alice».
Редакторы игрового сайта Absolute Games в своей рецензии присвоили игре титул «Наш выбор». Награда «Выбор редакторов» (англ. Editors' Choice) также была присуждена игре рецензентом от сайта IGN.
При подведении рейтинга «Царство страха: десять самых жутких моментов в играх» в 2009 году журнал «Лучшие Компьютерные Игры» отметил особой номинацией Крепость Дверей из игры American McGee’s Alice, оценив сумасшествие как самой локации, так и её обитателей — Безумных Детей.
Alice была включена в список лучших игр с глупыми названиями, составленный IGN в 2010 году. Причиной такого включения послужило имя Американа Макги, имеющееся в составе названия игры и названное создателями списка странным.

## Комплектация
Стандартная английская версия игры содержит:
- два CD-диска с игрой;
- 24-страничное руководство пользователя;
- 36-страничный журнал пребывания Алисы в клинике Ратледж (англ. Rutledge Private Clinic and Asylum Casebook for Alice);
- регистрационную карту.

В русской локализации руководство и журнал русифицированы, как и сама игра. Также в папке с русскоязычной установленной игрой присутствует дополнение к руководству пользователя в HTML-формате.
Журнал пребывания Алисы в клинике был написан Грегом Роншем (англ. Greg Roensch). Согласно сюжету, клинический журнал вёл лечащий врач Алисы, записывая в него все события, происходящие с Алисой в период её лечения. По словам Американа Макги, клинический журнал был добавлен в комплект для того, чтобы в определённой мере познакомить игрока с сюжетом ещё до включения компьютера и начала игры, представив её атмосферу заранее.
Клинический журнал был позитивно оценен критиками и назван интересным. Отрицательную оценку получило руководство пользователя: по словам рецензента от Allgame, руководство подходит для опытного игрока, но менее понятно и достаточно для новичка. Рецензент от ресурса EchoBaseCommand отмечал, что руководство из 20 страниц содержит лишь 4 страницы фактических правил игры, остальной текст описывает установку, настройку продукта и содержит информацию об устранении игровых неполадок.

## Саундтрек

### Основная информация о саундтреке
Саундтрек для игры American McGee’s Alice Original Music Score записан американским музыкантом и композитором Крисом Вренной и выпущен под лейблом Six Degrees Records. Альбом появился 16 октября 2001 года на CD-диске, а 24 апреля 2007 года состоялся цифровой выпуск. По мнению Game-OST, в стиле саундтрека превалируют эмбиент и экспериментальная электроника. Альбом занимал верхние позиции в рейтинге «50 лучших саундтреков» по версии ресурса Game-OST. В октябре 2010 года саундтрек поднялся в нём на 3 место.
Кроме сочинения музыки Вренна выполнил сведение, продюсирование альбома и аранжировку. Он провёл несколько месяцев в интернет-магазине eBay, в котором приобрел механические игрушки, ксилофон, часы с кукушкой и колокола с целью записи звуковых семплов к трекам. В саундтреке использовались игрушечные инструменты, перкуссия, звуки из музыкальной шкатулки, тиканье часов, скрип дверей, женские голоса, маниакальный смех, крик, плач, детское лепетание. Марк Бласкес (англ. Mark Blasquez) выступил автором текстов, Питер Рирдон (англ. Peter Reardon) занимался ремикшированием трека Flying On The Wings Of Steam (Remix), а Джефф Антеби (англ. Jeff Antebi) — менеджментом. В записи приняла участие певица Джессика. Первоначально композитором игры должен был стать Мэрилин Мэнсон, однако, как высказался сам музыкант, «по иронии судьбы» эта должность досталась его знакомому Вренне.

### Отзывы критиков
Альбом получил положительный отзыв от Алекса Хэндерсона (англ. Alex Henderson), сотрудника портала Allmusic. По мнению рецензента, саундтрек представляет собой прекрасный пример навязчивого стремления композитора к «тёмной стороне». Мелодии охарактеризованы как по-настоящему жуткие. Хэндерсон считает, что никто не станет обвинять Вренну в яркости и веселье его работы. Запоминающиеся композиции, исполненные на высоком уровне, содержат в себе много мыслей автора. Заключительный комментарий: «Не нужно быть фанатом видеоигр, чтобы получить незабываемые впечатления от этого саундтрека и прочувствовать, что он является одним из лучших достижений Вренны». Оценка альбома — 4 звезды из 5 за исполнение и 2,5 из 5 за звук.
Саундтрек был благоприятно воспринят обозревателем Z-Freak от ресурса Square Enix Music Online. По его словам, необычные музыкальные инструменты, использованные при производстве альбома, придают музыке мрачные и зловещие оттенки. Рецензент отметил, что особое влияние вызывает трек Village of the Doomed, в котором струнные, жуткие голоса и тикающие часы позволяют слушателю окунуться в дьявольскую версию Страны чудес. Композиция обладает зловещей аурой; ксилофон, звук вращающейся рукоятки заводной игрушки и периодичный стук создают особый эффект и придают композиции зловещий вид. Трек Time to Die, по мнению автора, украшает сценарий игры. Сама мелодия кажется почти детской, однако необычная инструментальная составляющая и скрипучие эффекты вызывают чувство ужаса и преследования. Композиция The Centipede, звучащая во время битвы с боссом, очень утончённа. Эффектности треку добавляет плач Алисы. Также критиком особо отмечен трек Flying on the Wings of Steam, скрипка и вокальные семплы которого создают ощущение отчаяния, а ксилофон — озорства. В целом музыкальное сопровождение раскрывает тему безумия. Альбом назван гениальным, итоговая оценка — 8 баллов из 10.

### Список композиций
| №   | Название                               | Участники записи (подробнее см. выше) | Длительность |
| --- | -------------------------------------- | ------------------------------------- | ------------ |
| 1.  | «Falling Down the Rabbit Hole»         | Крис Вренна                           | 1:20         |
| 2.  | «Village of the Doomed»                | Крис Вренна, Марк Бласкес             | 3:35         |
| 3.  | «Fortress of Doors»                    | Крис Вренна, Марк Бласкес, Джессика   | 3:51         |
| 4.  | «Fire and Brimstone»                   | Крис Вренна                           | 3:46         |
| 5.  | «Wonderland Woods»                     | Крис Вренна, Марк Бласкес             | 3:59         |
| 6.  | «The Funhouse»                         | Крис Вренна                           | 3:38         |
| 7.  | «Skool Daze»                           | Крис Вренна, Марк Бласкес, Джессика   | 4:10         |
| 8.  | «Time to Die»                          | Крис Вренна, Марк Бласкес             | 3:55         |
| 9.  | «I’m Not Edible»                       | Крис Вренна                           | 3:09         |
| 10. | «Taking Tea in Dreamland»              | Крис Вренна                           | 3:44         |
| 11. | «Fungiferous Flora»                    | Крис Вренна, Марк Бласкес             | 3:35         |
| 12. | «Tweedle-Dee and Tweedle-Dum»          | Крис Вренна                           | 3:46         |
| 13. | «The Centipede»                        | Крис Вренна, Марк Бласкес             | 3:31         |
| 14. | «Pandemonium»                          | Крис Вренна, Марк Бласкес, Джессика   | 3:55         |
| 15. | «Flying on the Wings of Steam»         | Крис Вренна, Марк Бласкес             | 4:35         |
| 16. | «Late to the Jabberwocky»              | Крис Вренна                           | 3:17         |
| 17. | «Battle with the Red Queen»            | Крис Вренна, Марк Бласкес             | 4:11         |
| 18. | «A Happy Ending»                       | Крис Вренна, Марк Бласкес             | 3:44         |
| 19. | «Pool of Tears»                        | Крис Вренна                           | 4:08         |
| 20. | «Flying on the Wings of Steam (Remix)» | Крис Вренна, Питер Рирдон             | 4:03         |

## Киноадаптация

### Концепция фильма и проект Уэса Крэйвена
Первая информация о планируемой киноадаптации American McGee’s Alice появилась ещё до выхода игры. 7 июля 2000 года FGN Online опубликовал эксклюзивную новость, согласно которой компания Electronic Arts подписала соглашение с Miramax о создании фильма, базирующегося на игре. Согласно источнику, компания Miramax интересовалась персонажами игры, а Американ Макги также должен был участвовать в создании фильма, вероятно, в качестве креативного директора или сопродюсера.
6 декабря 2000 года на сайте Well Rounded Entertainment появилась информация, основанная на интервью Американа Макги, в котором он сообщил о начале создания фильма по игре, что после десяти месяцев переговоров с разработчиками игры было поручено студии Dimension Films.
Студия Collision Entertainment, работавшая на Dimension Films, приобрела от Electronic Arts права на эту деятельность.
Согласно интервью с Макги, до появления идеи фильма представитель Dimension Films Скотт Фэй посетил Electronic Arts для переговоров, посвящённых экранизации другого продукта EA. Он, оказавшись старым знакомым Американа Макги, был впечатлён визуальной составляющей American McGee’s Alice, как затем и другие представители Dimension Films, которым был частично показан игровой процесс Alice. Позже руководителю Miramax Бобу Вайштейну был показан трейлер игры, после чего тот незамедлительно (не дожидаясь мнения совета членов правления) поддержал создание киноадаптации.
Уэс Крэйвен, известный по фильму ужасов «Крик» и его продолжениям, стал режиссёром проекта. Джон Огаст, сценарист фильма «Ангелы Чарли», начал работу над сценарием. Сопродюсером стал Американ Макги совместно со студией Collision Entertainment. Международным дистрибьютором выступила компания Abandon Entertainment.
По состоянию на 6 декабря 2000 года в проект не были приглашены никакие известные актёры, однако имел место слух о заинтересованности в проекте Натали Портман. Позже к написанию собственного сценария приступили Джон Хебер и Эрик Хебер.
По словам создателей фильма, хотя его сюжет должен был иметь значительную связь с игрой, в фильм планировалось включить и новые идеи. Выпуск киноадаптации был назначен на 2003 год.
17 декабря 2001 года сайт IMDb опубликовал информацию о том, что в роли Алисы дебютирует Стейси Прюдхомм (англ. Stacie Prudhomme).
Однако информация оказалась ложной: 20 декабря Американ Макги сообщил, что исполнительница роли Алисы ещё не выбрана, что предоставленная IMDb информация — не более чем слух, и что подобные неофициальные публикации не заслуживают доверия.
В апреле 2002 года имел место слух об участии в проекте Миллы Йовович, который также не подтвердился.
31 декабря 2001 года Уэс Крэйвен в интервью новостной службе Yahoo заявил, что адаптация будет представлять собой полнометражный компьютерный мультфильм. 4 марта 2004 года появилась информация о том, что права на киноадаптацию были куплены компанией Fox.

### Проект Маркуса Ниспеля
21 июня 2005 года ресурс Hollywood Reporter сообщил, что компания Universal Pictures, занявшаяся съёмкой киноадаптации American McGee’s Alice, пригласила на главную роль актрису Сару Мишель Геллар. На должность режиссёра проекта был приглашён Маркус Ниспель.
Сценаристами должны были выступить Джон Хебер и Эрик Хебер.
8 февраля 2006 года представитель Collision Entertainment Скотт Фэй, ставший продюсером нового проекта, сообщил, что съёмки фильма с бюджетом от 40 до 50 млн долларов могут начаться летом 2006 года, а фильм может быть выпущен в 2007 году. Также продюсер заявил об уверенности режиссёра Маркуса Ниспеля в концепции будущей экранной Алисы.
Согласно интервью Скотта Фэя, появившемуся в июне 2008 года, Сара Мишель Геллар не участвовала в проекте, а информация о её причастности к съёмкам фильма появилась по вине её менеджера, узнавшего о проекте и связавшегося с создателями фильма от имени актрисы. Продюсер опроверг слухи о приглашении Джейн Марч на роль Червонной Королевы. На вопрос, касающийся связи сюжетов фильма и игры, Скотт заявил, что сюжетную линию игры планировалось полностью не повторять, а унаследовать лишь некоторые её элементы, добавив собственные.

### Киноадаптация как продолжение игр
С 2008 по 2013 год никаких новостей об экранизации игры не поступало. В июле 2013 года Американ Макги заявил о том, что ему удалось договориться со студией Collision Entertainment, всё ещё владеющей правами на создание фильма. Компания заявила о готовности передать Макги эти права, однако потребовала за них 500 тысяч долларов. Американ решил воспользоваться сервисом Kickstarter, чтобы собрать данную сумму на пожертвованиях добровольцев. К тому времени уже шёл сбор средств с помощью Kickstarter на проект компании Spicy Horse OZombie; по словам Макги, если по итогам сбора средств появится излишек, он будет отложен на кинопродукцию. При дополнительных собранных 100 тысячах долларов компания Spicy Horse сможет делать краткометражные анимационные фильмы, а если изначально требуемая сумма будет превышена на 500 тысяч, тогда студия получит права на создание полнометражного художественного фильма.
14 июля кампания по сбору средств на OZombie была досрочно закрыта из-за слишком малой собранной суммы; при этом Макги заявил, что Spicy Horse собирается сосредоточиться на создании экранизации. Для сбора средств на выкуп прав Макги вновь воспользовался Kickstarter, и ему удалось собрать нужную сумму — 200 тысяч долларов. Экранизацией, по словам геймдизайнера, могла бы стать серия короткометражных анимационных фильмов, которая являлась бы продолжением двух игр об Алисе; их сюжет может быть схож с сюжетом ранее анонсированного, но закрытого проекта компьютерной игры Alice: Otherlands. Макги заявил, что сериал будет иметь то же название, что и планировавшаяся игра.
Макги был намерен воспользоваться помощью режиссёра Цуя Харка в создании анимационного сериала. С его помощью Макги рассчитывал добавить в сериал как можно больше экшна. Ожидалось, что в озвучивании сериала примут участие Сьюзи Брэнн, озвучившая Алису в обеих играх, и Роджер Джексон, озвучивший Чеширского кота. По сюжету первой серии, Алиса проникает в разум немецкого композитора Рихарда Вагнера.

## Продолжения

### Alice: Madness Returns
19 февраля 2009 года компания Electronic Arts анонсировала сиквел American McGee’s Alice. Разработчиком выступила компания Spicy Horse, основанная Американом Макги; он же стал руководителем разработки. Изначально проект получил название The Return of American McGee’s Alice (с англ. — «Возвращение Алисы Американа Макги»), 20 июля 2010 года разработчики объявили об изменении названия на Alice: Madness Returns (с англ. — «Алиса: безумие возвращается»).
С этого момента разработчиками публиковались рекламные материалы будущей игры. Первый выпуск Alice: Madness Returns состоялся 14 июня 2011 года в США, 16 июня игра вышла в Австралии, 17 июня — в Европе, 21 июля — в Японии.
Игра является сюжетным продолжением American McGee’s Alice. После ухода из психиатрической клиники, показанного в конце предыдущей игры, Алиса направляется под опеку психиатра и живёт в лондонском приюте для душевно травмированных сирот. При этом девушку продолжают посещать кошмарные галлюцинации. Чтобы избавиться от душевной травмы и узнать правду о своём прошлом, девушка вновь попадает в Страну чудес, в которой поселилось новое зло.
В комплекте с оригинальной версией сиквела для PlayStation 3 и Xbox 360 имелся купон на одноразовое скачивание American McGee’s Alice для игровых приставок. В интернет-магазине EA в день выпуска появился сборник Alice: Madness Returns — The Complete Collection для персональных компьютеров, состоящий из двух игр — оригинальной и сиквела. Графика игры American McGee’s Alice была улучшена и адаптирована под современный HD-формат.

### Третья игра об Алисе
С 2012 по 2013 год проходил пре-продакшн третьей игры об Алисе — Alice: Otherlands. Разработчиком должна была стать компания Spicy Horse под руководством Американа Макги. Геймдизайнер опубликовал несколько концепт-артов будущей игры, однако перед началом её полноценной разработки Американу было необходимо выкупить права на данную деятельность у компании Electronic Arts, владеющей ими.
По словам разработчиков, если бы Alice: Otherlands была разработана, то она, в отличие от предыдущих частей, была бы многопользовательской. Алиса могла бы проникать в сознания других людей и вносить в них изменения, в результате чего характер этих людей менялся бы. В качестве целей данных действий могли выступать, кроме прочих, английские и французские знаменитости XIX века.
В начале сентября 2017 года Американ Макги объявил в своём блоге о том, что начинает работу над планом разработки третьей игры под предварительным названием Alice: Asylum (с англ. — «Алиса: больница» или «Алиса: приют»). Однако 7 апреля 2023 года геймдизайнер заявил о том, что сворачивает работы над игрой и отказывается от дальнейшего сопровождения франшизы.